# Маце
Маце (итал. Mazzè) је насеље у Италији у округу Торино, региону Пијемонт.
Према процени из 2011. у насељу је живело 1324 становника. Насеље се налази на надморској висини од 266 м.

## Становништво
| 1931. | 1936. | 1951. | 1961. | 1971. | 1981. | 1991. | 2001. | 2011. |
| ----- | ----- | ----- | ----- | ----- | ----- | ----- | ----- | ----- |
| 4.150 | 3.805 | 3.656 | 3.432 | 3.261 | 3.432 | 3.770 | 3.973 | 4.152 |